# 狂野三千響
《狂野三千響》（英語︰Invitation to Die），是一部1996年香港電影。由鄧衍成執導、林保怡及葉芳華主演、李錦聯參與演出。
《狂野三千響》之電影評級為IIB級，但因意識大膽而常被誤會為三級片；而其近乎三級的尺度但又全無裸露鏡頭，令該片在上映時引起哄動，更在劇情與製作都不算出色，且沒有大卡士之情況下，有超過500萬票房。

## 劇情
成（林保怡）為免兄弟殺人之事外泄，在廣西將十多人殺人滅口，被公安四出圍捕，但成卻與大哥的女友衛（葉芳華）暗生情愫，兩人泥足深陷，變成雌雄大盜共闖天下。